# ذوي خليفة (سيدي موسى لمهاية)
ذوي خليفة هي إحدى مشيخات المملكة المغربية، تتبع جغرافيا لعمالة وجدة أنكاد وإداريًا لسيدي موسى لمهاية. يقدر عدد سكانها بـ 1568 نسمة حسب الإحصاء الرسمي للسكان والسكنى لسنة 2004.